# Salomon Marx (Kaufmann)
Salomon Marx (* 26. Mai 1873 in Züntersbach; † 26. September 1942 in Theresienstadt) war ein deutscher Kaufmann und Möbelhändler aus Augsburg. Er fiel der Judenvernichtung durch die Nationalsozialisten zum Opfer.

## Leben
Salomon Marx stammte aus einer Warenhändlerfamilie in Züntersbach. Er war als Kaufmann, Inhaber und Möbelhändler tätig. Gemeinsam mit seinem Schwager David Mändle erwarb er 1907 das Wohn- und Geschäftshaus „Möbel Mändle“ in der Bahnhofstraße 7 in Augsburg. Nach dem Tod von David Mändle 1922 führte er das Geschäft gemeinsam mit seiner Schwester Fanny Mändle weiter.

## Verfolgung und Deportation
Nach der Machtergreifung der Nationalsozialisten 1933 begann die Diskriminierung und Verfolgung von Salomon Marx. Sein Möbelgeschäft wurde boykottiert. Spätestens 1934 wechselte er seinen Wohnsitz in die Kaiserstraße 35/1. Im Zuge der weiteren Verfolgung musste er seine Wohnung in der Kaiserstraße aufgeben und zog vor seiner Deportation in das sogenannte „Judenhaus“ in der Hallstraße 14.
Am 5. August 1942 wurde Salomon Marx von München in das Ghetto Theresienstadt deportiert. Dort starb er am 26. September 1942.

## Familie
Salomon Marx hatte eine Schwester, Fanny Mändle, die ebenfalls Opfer des Nationalsozialismus wurde. Zwei der Kinder von Fanny Mändle überlebten und wanderten nach Brasilien bzw. die USA aus.